# ТЕС Таррагона (Endesa)
ТЕС Таррагона (Endesa) – теплова електростанція на північному сході Іспанії, яка була споруджена компанією Endesa (в подальшому майданчик продали німецькій компанії E.ON).
В 2003 році на майданчику станції ввели в дію парогазовий блок комбінованого циклу потужністю 395 МВт, в якому одна газова турбіна живить через котел-утилізатор одну парову турбіну. Чиста паливна ефективність блоку становить 55,3%.
Окрім виробництва електроенергії станція постачає споживачам оточуючої потужної індустріальної зони хімічного спрямування пару та демінералізовану воду.
Як паливо станція використовує природний газ, що надходить по трубопроводу Барселона – Тівісса.
Для охолодження використовують морську воду.
Видача продукції відбувається під напругою 225 кВ.
Можливо відзначити, що в той же період у тій же індустріальній зоні запустила свою парогазову ТЕС Таррагона компанія Iberdrola.